# Lijst van Kampenaren
Deze lijst van Kampenaren betreft bekende personen die in de Nederlandse stad Kampen zijn geboren, hebben gewoond of zijn overleden.

## Ereburgers
- Willem Johan Kolff (1911-2009), arts; uitvinder van de kunstnier (1945, Stadsziekenhuis Kampen)
- Henk Kleemans (1936), burgemeester van Kampen van 1978 tot 2000; CDA
- Bort Koelewijn (1954), burgemeester van Kampen van 2009 tot 2021; ChristenUnie

## Geboren

### 1400-1900
- Albertus Pighius (1490-1542), theoloog, astroloog en wiskundige
- Johannes Campensis (1490-1538), theoloog, hoogleraar en christelijk hebraïcus
- Jacob van Deventer (ca. 1500-1575), cartograaf
- Stephanus Pighius (1520-1604), humanistisch geleerde en oudheidkundige
- Jan Gillisz. Valckenier (1522-1592), koopman
- Hendrik van Steenwijk I (1550-1603), kunstschilder
- Arent ten Grootenhuys (1570-1615), koopman
- Elisabeth Bas (1571-1649), echtgenote van kapitein der mariniers Jochem Hendrickszoon Swartenhont
- Petrus Bondam (1727-1800), historicus en jurist
- Barend Christiaan van Calker (1738-1813), medailleur
- François Adriaan van der Kemp (1752-1829), een radicale leider van de patriotten
- Jan Willem de Winter (1761-1812), opperbevelhebber van de Nederlandse strijdkrachten
- Jacob Carel Frederik van Heerdt (1762-1814)
- Pieter Hendrik van Zuylen van Nijevelt (1782-1825), generaal
- Francina Broese Gunningh (1783-1824), militair
- Joannes Josephus van Mulken (1796-1879), een militair en staatsman
- Jan Willem Cornelis van Ittersum (1803-1880), politicus en bestuurder
- Jean-Pierre Cluysenaar (1811-1880), een Belgisch architect
- Joannes Wilhelmus van Romunde (1812-1860), rechter en politicus
- Jan Jacob Fels (1816-1883), schilder en schrijver
- Johannes van Vloten (1818-1853), theoloog, filosoof, kunstcriticus en letterkundige
- Marinus Frederik Andries Gerardus Campbell (1819-1890), bibliothecaris
- Jules van Hasselt (1844-1914), burgemeester
- Cornelis Willem van der Hoogt (1857-1928), zakenman en mecenas van de literaire  Lucy B. en C.W. van der Hoogtprijs
- Jan Voerman (1857-1941), kunstschilder
- George Christiaan Frans Walkate (1866-1943), bankdirecteur van de Nutsspaarbank
- Alexander Cornelis Noordhoek Hegt (1870-1933), bestuurder in Suriname
- Lucien von Römer (1873-1965), medicus en seksuoloog
- Willem Jacob Oudendijk (1874-1953), diplomaat
- Coen Hissink (1878-1942), acteur en schrijver
- Laurens Koolemans Beijnen (1880-1947)
- Jan Joseph Godfried baron van Voorst tot Voorst jr. (1880–1963)
- Klaas Schilder (1890-1952), theoloog en verzetsstrijder
- Henk Stuurop (1894-1956), pianist en zanger
- Egbert Jan Diepeveen (1897-1970), politicus
- Jan van der Dussen (1900-1989), burgemeester van Hengelo en Dordrecht

### 1901-1940
- Walter Brandligt (1901-1943), schrijver en letterkundige, verzetsman ten tijde van de Tweede Wereldoorlog.
- Peter van de Kamp (1901-1995), astronoom
- Wim Abeleven (1903-1967), tekenaar en illustrator
- Mien Duchateau (1904-1999), atlete
- Hens van der Spoel (1904-1987), kunstschilder
- Koos van de Griend (1905-1950), componist
- Gerrit Jan Held (1906-1955), cultureel antropoloog
- Sytse Ulbe Zuidema (1906-1975), filosoof
- Hilbert van Dijk (1908-1944), verzetsman ten tijde van de Tweede Wereldoorlog
- Cornelis de Kock (1908-1944) politicus
- Gerard Hengeveld (1910-2001), pianist en componist
- Koos Landwehr (1911 - 1996), botanisch tekenaar
- Berend IJzerman (1911-1945), verzetsstrijder
- Nol Wolters (1912-1994), hoofdcommissaris Rotterdam
- Jan Zonneveld (1918-1995), geoloog en fysisch geograaf
- Ab Hofstee (1919-1985), acteur en zanger
- Willem G. van Maanen (1920-2012), journalist en schrijver
- Joop Scheltens (1924-1993), televisiemaker
- Sybren Polet (1924-2015), dichter en schrijver
- Henk van Ulsen (1927-2009), acteur en toneelspeler
- Gait L. Berk (1927-2006), schrijver en cineast
- Cathy Ubels (1928-2015), politica
- Anton Sangers (1932-2011), psycholoog
- Riet Grabijn-van Putten (1933), SGP-lid en vrouwenrechtenactiviste binnen de partij
- Ton Schipper (1935-2007), politicus (o.a. burgemeester van Texel en Oosterhesselen)
- Henk Tennekes (1936-2021), onderzoeker bij het Koninklijk Nederlands Meteorologisch Instituut
- Gerrit van Dijk (1939-2022), hoogleraar wis- en natuurkunde
- Theo van Dijk (1940-2022), organist en beiaardier

### 1941-2000
- Tim Beekman (1941-2006), acteur
- Barend Blankert (1941-2023), kunstschilder
- Bob de Jong (1942-2013), rallyrijder en programmamaker
- Hermen Overweg (1943), politicus
- Wim Ramaker (1943-1992), presentator, producent, eindredacteur, schrijver
- Marie van Rossen (1944), burgemeester van Hellevoetsluis, Alkmaar
- Dirk Herman de Jong (1945), hoogleraar
- Hans van den Berg (1946), acteur
- Herman Deinum (1946), (bas)gitarist
- Ties Elzenga (1947), burgemeester Hemelumer Oldeferd, Bolsward, Naaldwijk en Veenendaal
- Bouke van der Kooij (1947), politicus en ondernemer
- Hedda Martens (1947), schrijfster
- Henk Meutgeert (1947), pianist, arrangeur en orkestleider
- Jan van Putten (1947), politicus
- Eduard Wind (1947), beeldhouwer
- Hilbrand Nawijn (1948), politicus
- Oene Sierksma (1951), politicus
- Jan van Belzen (1954), politicus
- Matthijs Verschoor (1955), concertpianist
- Harry Hamer (1956), organist en dirigent
- Reindert Lenselink (1956), algemeen secretaris IFSC
- Aalt Mondria (1957-2011), crimineel
- Harrie Scholtmeijer (1960), dialectoloog en schrijver van Nederlandse dialect- en streektaalboeken
- Aleid Wolfsen (1960), politicus
- Ludger Brummelaar (1963), Schout bij nacht, Chef van het Militair Huis van Zijne Majesteit De Koning
- Ineke Moerman (1966), journalist en presentator
- Petra van Staveren (1966), zwemster
- Jasja Nottelman (1970), predikant
- Thérèse Boer (1971), sommelier/gastvrouw
- Gerald van den Belt (1972), voetballer
- Jaap Stam (1972), voetballer
- Henry van der Vegt (1972), voetballer
- Pieter Jouke (1973), cabaretier
- Willem Schinkel (1976), socioloog
- Marcel Visscher (1977), acteur, danser en zanger
- Robert de Wilde (1977), Wereldkampioen BMX
- Barbara Karel (1976), presentator
- Hilde Palland (1979), politica
- Stef Ekkel (1980), zanger
- Kinga Bán (1981-2019), zanger
- Willy Kanis (1984), wielrenner
- Gerben Last (1985), paralympische sporter
- Oğuzhan Türk (1986), voetballer
- Henrico Drost (1987), voetballer
- Jeroen Drost (1987), voetballer
- Roy van den Berg (1988), baanwielrenner en BMX'er
- Anne Appelo (1991), actrice, danseres, zangeres, presentatrice
- Tom van der Weerd (1995), dj

## Langdurig inwoner geweest
- Hendrick Avercamp (1585-1634), schilder
- Ida Gerhardt (1905-1997), dichteres
- Jantine Hammersen (1881-1967), de eerste vrouwelijke lutherse predikant in Nederland, van 1934-48 beroepen in Kampen.
- Mechtelt van Lichtenberg toe Boecop (circa 1520 –1598), schilderes
- Douwe Lubach (1815-1902), medicus
- Klaas Jan Mulder (1930-2008), organist, pianist en dirigent
- Johannes Olivier (1789-1858), schrijver
- Willem Tholen (1860-1931), schilder
- Jan Joseph Godfried van Voorst tot Voorst (1846-1931), Luitenant Generaal en voorzitter van de Eerste kamer
- Geert van Wou (1440-1527), klokkengieter
- Willem Hendrik Zwart (1925-1997), musicus
- Gerrit-Jan Zwoferink (1902-1964), predikant